# لالة زار (زرين دشت)
لالة زار (بالفارسية: لاله‌زار) هي مستوطنة و قرية تقع في إيران في قسم زرين دشت الريفي. يقدر عدد سكانها بـ 31 نسمة بحسب إحصاء 2016.